# Moulin Saint-Martin
Le Moulin Saint-Martin était un édifice situé à Vesoul dans la Haute-Saône qui est devenu plus tard un bâtiment de l'usine de pâtes alimentaires Clerget et Cie. Il fut ensuite intégré à l'usine Bozon-Verduraz, puis racheté en 1933 par la société des Houillères de Ronchamp en tant qu'usine à gaz. L'usine est inscrite à l'inventaire général du patrimoine culturel. 
Le moulin Saint-Martin du détruit en 1440.
L'édifice, détruit en 1934 tout comme les bâtiments de l'usine de pâtes et plusieurs autres bâtiments, accueille aujourd'hui un poste de transformation électrique.